# Maceo Parker
Maceo Parker (Kinston, Carolina del Nord, 14 de febrer de 1943) és un saxofonista estatunidenc de jazz i funk.

## Biografia
Parker es dona a conèixer amb la banda de James Brown on coincideix amb el saxofonista Pee Wee Ellis i el trombonista Fred Wesley, coneguts amb el sobrenom "J.B.'s Horns". Aquests tres, per separat del cantant James Brown, van crear diversos grups com Maceo & All The King's Men. Parker també va participar en formacions liderades per George Clinton.
Des de principis dels noranta -junt a Ellis o Wesley, o bé, en solitari o amb convidats de renom- Parker emprèn una exitosa carrera en què la seva fórmula, diu, és un 2% de jazz i un 98% de funk.
Els sons que desprèn amb el seu saxo es veuen influenciats per la seva personalitat i per la complicitat que té amb Ellis i Wesley. Aquesta complicitat els ha portat a formar una de les seccions més emblemàtiques del soul jazz, terreny en què cadascun d'ells ha donat abundants mostres de gran creativitat i d'habilitat, a l'hora, de combinar tradició i modernitat.
En aquests últims anys, Parker, ha gravat i ha fet una gira amb Prince.

## Discografia
- 2007 Roots & Grooves
- 2005 School's In!
- 2003 Made By Maceo
- 2000 dial:MACEO/ esc Records (Europe)/ What Are Records? (USA)
- 1998 FunkOverload War/ esc Records (Europe)/ What Are Records? (USA)
- 1994 Maceo (soundtrack) Minor Music (Europe only at this time)
- 1993 Southern Exposure/ Jive Novus/ Minor Music
- 1992 Life on Planet Groove/ Verve/ Minor Music
- 1991 Mo' Roots/ Verve/ Minor Music
- 1990 Roots Revisited/ Verve/ Minor Music
- 1989 For All the King's Men/ 4th & Broadway
- 1975 Funky Music Machine/ House of Fox/ El Cello
- 1974 Us People/ PVine (Japanese Import only at this time)
- 1970 Doing Their Own Thing/ House of the Fox/ Charly